# Compostcollybia
De compostcollybia (Collybiopsis luxurians) is een paddenstoel uit de familie Omphalotaceae. Hij leeft  op grof strooisel (compost, houtsnippers) in loofbos. Ze kunnen individueel of kleine groepen kunnen voorkomen, maar vormen vaak grote opvallende clusters.

## Kenmerken
Hoed
De hoed kan een diameter van 3 tot 11 cm bereiken. De kleur is roodbruin en vervaagt naar bleekbruin naarmate ze ouder worden. De rand wordt soms iets gerimpeld op hoge leeftijd.
Lamellen
De lamellen zijn smal aangehecht aan de steel, vaak door middel van een inkeping. De lamellen staan dicht op elkaar.
Steel
De steel is 4–7 cm lang; 0,4–1,5 cm dik; De basis is iets vergroot. De steel is enigszins in de lengte geribbeld. De basis heeft vaak een wit mycelium en/of rhizomorfen bevestigd.
Geur en smaak
De geur is niet onderscheidend, of licht geurig; smaak niet onderscheidend, of licht bitter.
Chemische reacties
KOH op de oppervlakte van de hoed grijs tot olijfgrijs - of soms zeer bleek grijs tot negatief op oudere hoedoppervlakken.

### Microscopische kenmerken
De sporen zijn glad, helder in KOH, inamyloïde, lang-amandelvormig en meten 7–11 × 3–4,5 µm. Cheilocystidia zijn meestal cilindrisch tot knotsvormig, onregelmatig, gelobd of enigszins vertakt, en meten 20–40 × 3–7 µm. Pleurocystidia komen niet voor. Pileipellis is een cutis van cilindrische elementen van 4–12,5 µm breed. Deze kleuren bruin in KOH behalve bij vervaagde hoeden.

## Verspreiding
In Nederland komt de compostcollybia matig algemeen voor. 